# Per B. Adolphson
Per Bernhard Adolphson, känd som Per B. Adolphson, född 9 mars 1945 i Kungsholms församling i Stockholm, är en svensk fotograf.

## Biografi

### Bakgrund
Per B. Adolphson tillhör en familj med många kultur- och medieprofiler. Hans föräldrar är skådespelaren Edvin Adolphson och Mildrid Folkestad. Hans syskon är Anna-Greta Adolphson (halvsyster på faderns sida), Kari Thomée, Olle Adolphson och Kristina Adolphson. Hans morfar är Bernhard Folkestad. Hans syskonbarn är Ludvig och Fanny Josephson samt Linus Eklund Adolphson.

### Karriär
Per B. Adolphson fotograferade för Bonniers veckotidningar i Bonnierkoncernen och tidningen Vi under flera decennier från 1960-talet. Han har arbetat med teaterfotografi på Dramaten under tolv år från 1970-talet och sedan lika många år på Riksteatern dit han gick över på 1980-talet. Han har verkat inom arkitekturfotografering vilket resulterat i fem arkitektböcker. Han arbetar även med konstnärsfotografi innebärande fotografering av konstnärers verk för publicering. Med Ingmar Bergman samarbetade han i dennes uppsättning av Trollflöjten för TV. Som fotograf är han representerad vid bland annat Moderna museet.

### Familj
Per B. Adolphson är sedan 1986 gift med psykologen Liv Hök (född 1947).